# 高浜虚子
- 高浜 虚子
- 高濱 虛子

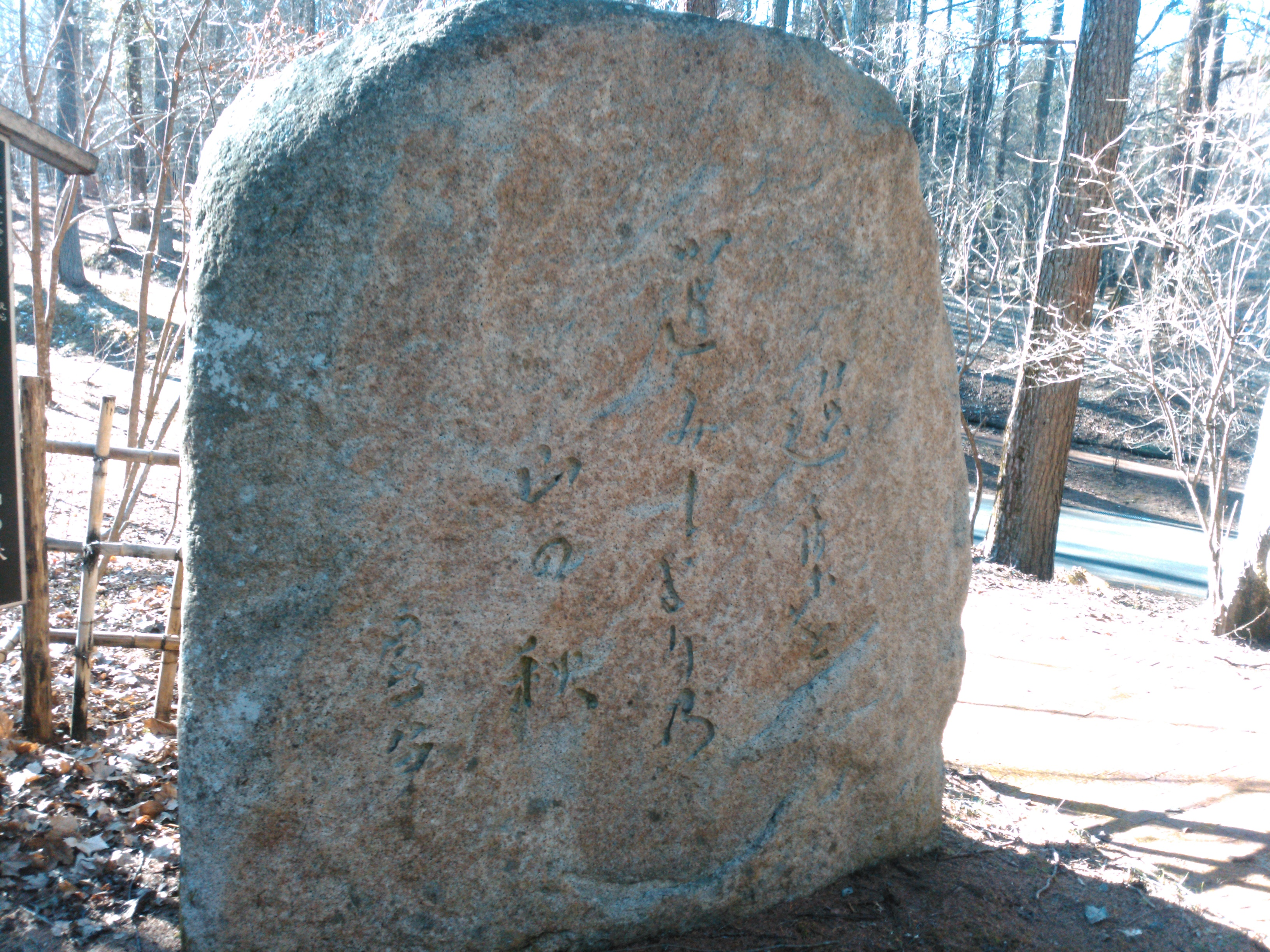
虚子の句碑（山名湖村・文学の森）
『撰集を 選みしよりの 山の秋』

高浜 虚子（たかはま きょし、旧字体：高濱 虛子、1874年〈明治7年〉2月22日 - 1959年〈昭和34年〉4月8日）は、明治・大正・昭和の日本の俳人・小説家。本名は高浜 清（たかはま きよし、旧字体：高濱 淸）。旧姓は池内。日本芸術院会員、文化功労者、文化勲章受章者。
『ホトトギス』の理念となる「客観写生」「花鳥諷詠」を提唱したことでも知られる。

## 経歴
愛媛県温泉郡長町新町（現在の松山市湊町）に旧松山藩士・池内 政忠（いけのうち まさただ）の五男として生まれた。9歳の時に祖母の実家の高浜家を継ぐ。この時、清に次男を得られたら池内家に戻す約束があり、次男の友次郎には約束通り、池内姓を継がせた。兄の池内信嘉は能楽研究家である。
1888年（明治21年）、伊予尋常中学校（現在の愛媛県立松山東高校）に入学する。1歳上の河東碧梧桐と同級になり、彼を介して正岡子規に兄事し俳句を教わる。1891年（明治24年）、子規より虚子の号を授かる。「虚子（キョシ）」の名は本名の「清（キヨシ）」に由来している。
1893年（明治26年）、碧梧桐と共に京都の第三高等学校に進学する。この当時の虚子と碧梧桐は非常に仲が良く、寝食を共にしその下宿を「虚桐庵」と名付けるほどだった。1894年（明治27年）、三高の学科改変により碧梧桐と共に仙台の第二高等学校（後の東北大学教養部）に転入するも中退、上京して東京市下谷区根岸にあった子規庵に転がり込んだ。このころ虚子は学業よりも放蕩の時代であった。なかでも娘義太夫に入れあげ、そのなかの小土佐に「恋した」（河東碧梧桐『寓居日記』）。この娘義太夫については、自身の小説『俳諧師』でも思いがつづられている。1895年（明治28年）12月、自身の短命を悟った子規より後継者となることを要請されるも「アシは学問する気はない」と拒否した「道灌山事件」が起きた。
1897年（明治30年）、元は碧梧桐の婚約者であったが碧梧桐の入院中に親密になった大畠いと（糸子）と結婚した。1898年（明治31年）、萬朝報に入社するも、母の病気のため松山滞在中に長期欠勤を理由として除籍され、生活に困窮する。子規の協力を得て、前年に柳原極堂が松山で創刊した俳誌『ほとゝぎす（ホトトギス）』を引き継ぎ東京に移転、俳句だけでなく和歌、散文などを加えて俳句文芸誌として再出発し、夏目漱石などからも寄稿を受ける。子規の没した1902年（明治35年）、俳句の創作を辞め、その後は小説の創作に没頭する。
1910年（明治43年）、一家をあげて神奈川県鎌倉市に移住する。以来、亡くなるまでの50年間を同地で過ごした。1913年（大正2年）、碧梧桐に対抗するため俳壇に復帰する。このとき、碧梧桐の新傾向俳句との対決の決意表明とも言える句「春風や闘志抱きて丘に立つ」を詠んでいる。同年、國民新聞時代の部下であった嶋田青峰に『ホトトギス』の編集一切を任せる旨を表明した。
1937年（昭和12年）、藝術院会員。同年12月24日に大政翼賛会の肝いりで開催された文学者愛国大会では、宣戦の大詔を奉読するなど時流に合わせた活動も行った。1940年（昭和15年）、日本俳句作家協会（翌々年より日本文学報国会俳句部会）会長。
1944年（昭和19年）9月4日、太平洋戦争の戦火を避けて長野県小諸市に疎開し、1947年（昭和22年）10月までの足掛け4年間を小諸で暮した。
1949年（昭和24年）5月、高浜を含む日本芸術院会員9人が皇居に招かれ、午餐の御陪食を賜る。食後のお茶の席で『ホトトギス』創刊当時の思い出について語る。
1954年（昭和29年）、文化勲章受章、翌55年『虚子自伝』（朝日新聞社）を刊行。1959年（昭和34年）4月8日、脳溢血のため、鎌倉市由比ヶ浜の自宅で永眠。85歳没。墓所は鎌倉市扇ガ谷の寿福寺。戒名は虚子庵高吟椿寿居士。忌日の4月8日を虚子忌、椿寿忌（ちんじゅき）という。生涯に20万句を超える俳句を詠んだとされるが、現在活字として確認出来る句数は約2万2千句である。
2000年（平成12年）3月28日、疎開先旧宅である小諸市与良町の「虚子庵」に小諸高濱虚子記念館が開館した。同年4月には、兵庫県芦屋市に虚子記念文学館が開館した。

## 作家評
子規の没後、五七五調に囚われない新傾向俳句を唱えた碧梧桐に対して、虚子は1913年（大正2年）の俳壇復帰の理由として、俳句は伝統的な五七五調で詠まれるべきであると唱えた。また、季語を重んじ平明で余韻があるべきだとし、客観写生を旨とすることを主張し、「守旧派」として碧梧桐と激しく対立した。そしてまた、1927年（昭和2年）、俳句こそは「花鳥諷詠」「客観写生」の詩であるという理念を掲げた。
しかしまた反面、1937年（昭和12年）1月に碧梧桐が危篤に陥ると見舞いに駆け付けたほか、死去直後には新聞に碧梧桐との思い出を寄稿。出だしに「最近は俳諧上の意見の問題やらなんやらで昔ほどでもなかったが、おそらく私と碧梧桐ほど親しい仲はちょっとなかったろうと思う」と記した。亡くなった翌年の1937年（昭和12年）には、かつての親友であり激論を交わしたライバルの死を悼む句「たとふれば独楽のはぢける如くなり」を詠んでいる。
俳壇に復帰したのち、虚子つまり『ホトトギス』は大きく勢力を伸ばし、大正、昭和期（特に戦前）は、俳壇即『ホトトギス』であったといえる。虚子は俳壇に君臨する存在であった。
『ホトトギス』からは飯田蛇笏、水原秋桜子、山口誓子、中村草田男、川端茅舎、松本たかしなどを輩出している。

## 代表作・作品集
- 遠山に日の当たりたる枯野かな
- 春風や闘志抱きて丘に立つ
- 去年今年貫く棒の如きもの
- 道のべに阿波の遍路の墓あはれ
- 波音の由井ガ濱より初電車
- 吾も亦紅なりとひそやかに
- 子規逝くや 十七日の 月明に
- 流れ行く大根の葉の早さかな

※虚子の作品は2009年12月31日に著作権が消滅、2010年1月1日よりパブリックドメインに入った。度々文庫再刊もされた。
- 『定本 虚子全集』全11巻、創元社、1948-50年
- 『定本 高濱虚子全集』全16巻、毎日新聞社、1973-75年

### 句集
- 『虚子句集』（昭和3年（1928年）6月、春秋社） 虚子初めての句集
- 『五百句』（昭和12年（1937年）6月、改造社） 『ホトトギス』500号記念の年に自選して上梓
- 『五百五十句』（昭和18年（1943年）8月、桜井書店） 『ホトトギス』550号記念の年に自選して上梓
- 『六百句』（昭和22年（1947年）2月、菁柿堂） 『ホトトギス』600号記念の年に自選して上梓
- 『六百五十句』（昭和30年（1955年）6月、角川書店） 『ホトトギス』650号記念の年に自選して上梓
- 『七百五十句』（昭和39年（1964年）） 『六百五十句』以後の句を虚子没後に上梓
- 『虚子俳話』（昭和33年（1958年）2月、東都書房） 『朝日新聞』に連載した「虚子俳話」をまとめて刊行
- 『句日記』（1巻目：昭和11年（1936年）11月、改造社～最終6巻目：昭和35年（1960年）6月、新樹社）
- 『虚子百句』（昭和33年（1958年）12月、便利堂）[11] 100句を選び短冊に揮毫、ほぼ同じサイズに印刷した大作。年尾・立子の解説つき。

### 小説集・創作集
- 『寸紅集』（明治33年（1900年）12月、ホトトギス発行所） 正岡子規との共編による写生文集
- 『帆立貝』（明治39年（1906年）12月、俳書堂） 坂本四方太との共編による写生文集。虚子はこれを機に小説に傾いてゆく。
- 『鶏頭』（明治41年（1908年）1月、春陽堂）
- 『俳諧師』（明治42年（1909年）1月、民友社出版部）、同年9月に『続俳諧師』
- 『柿二つ』（大正5年（1916年）5月、新橋堂）
- 『伊予の湯』（大正8年（1919年）4月、秀美社）
- 『虹』（昭和22年（1947年）12月、苦楽社）
- 『椿子物語』（昭和26年（1951年）9月、中央公論社）

## 文学館

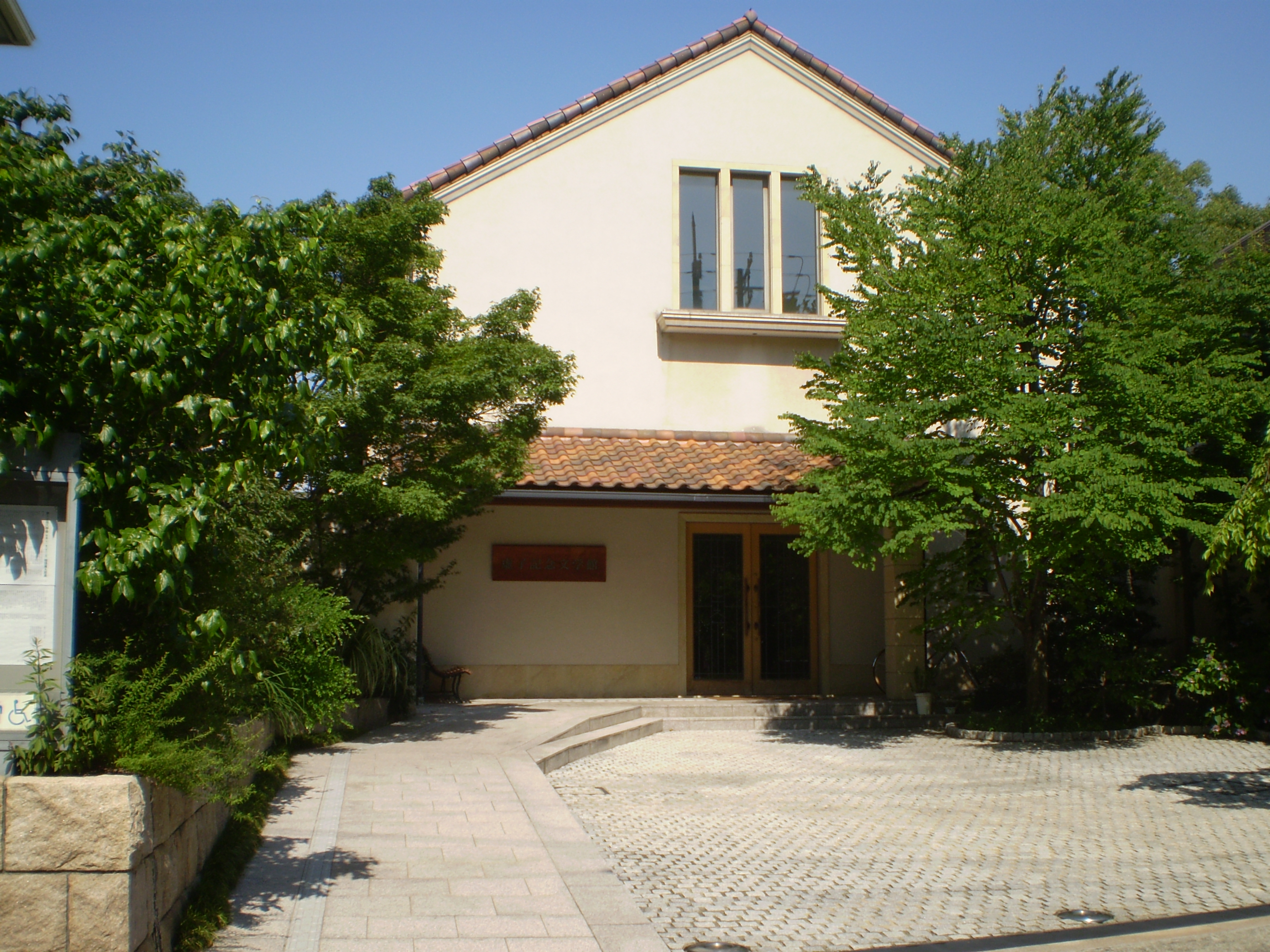
虚子記念文学館

- 虚子記念文学館
- 神戸文学館
- 鎌倉虚子立子記念館 - ウェイバックマシン（2004年6月13日アーカイブ分）

## 栄典
- 1959年（昭和34年）4月8日:勲一等瑞宝章

## 高浜虚子の一族・姻戚
- 高濱年尾 - 虚子の長男。俳人。「ホトトギス」三代主宰。
- 池内友次郎 - 虚子の次男。作曲家、音楽教育家、俳人。回想（下記参照）を刊行。
- 星野立子 - 虚子の次女。俳人。「玉藻」初代主宰。
- 高木晴子 - 虚子の五女。俳人。「晴居」主宰。
- 上野章子 - 虚子の六女。俳人、随筆家。「春潮」二代目主宰。
- 稲畑汀子 - 虚子の孫（年尾の次女）。俳人。「ホトトギス」四代目主宰、日本伝統俳句協会初代会長。
- 星野椿 - 虚子の孫（立子の子）、祖父は星野天知。俳人。現「玉藻」名誉主宰。
- 坊城中子 - 虚子の孫（年尾の長女）。俳人。「花鳥」二代目主宰。
- 遠藤郁子 - 虚子の次男・友次郎の元妻。ピアニスト。
- 星野天知 - 虚子の次女、立子の義父。作家。『女学生』主筆、『文学界』創刊編集人。
- 新田義美 - 虚子の三女・宵子の夫。男爵、新田岩松家の当主。
- 上野泰 - 虚子の六女・章子の夫。俳人。「春潮」初代主宰。
- 坊城としあつ - 虚子の孫・中子の夫。俳人。本名は俊厚。坊城家。
- 藤島泰輔 - 虚子の孫・朋子の元夫。小説家、評論家。
- 宇佐美承 - 虚子の孫・公子の夫。ノンフィクション作家。
- 稲畑廣太郎 - 虚子の曾孫（汀子の子）。俳人。現「ホトトギス」主宰。
- 星野高士 - 虚子の曾孫（椿の子）。俳人。現「玉藻」主宰。
- 坊城俊樹 - 虚子の曾孫（中子の子）。俳人。現「花鳥」主宰。
- 星野愛 - 虚子の玄孫 (高士の子) 。 俳人、政治家。 現「玉藻」同人、日本維新の会所属。

### 回想・伝記
- 池内友次郎『父・高浜虚子　わが半生記』永田書房、1989年
- 水原秋桜子『高浜虚子』定本・永田書房、1990年／新編・講談社文芸文庫、2019年。ISBN 978-4065143247
- 前田登美／福田清人編著『高浜虚子　人と作品』清水書院、新装版2018年
- 岸本尚毅『高浜虚子 俳句の力』三省堂、2010年
- 坪内稔典『高浜虚子 余は平凡が好きだ』ミネルヴァ書房<ミネルヴァ日本評伝選>、2024年。ISBN 978-4623098620